# Philippe Vuillemin

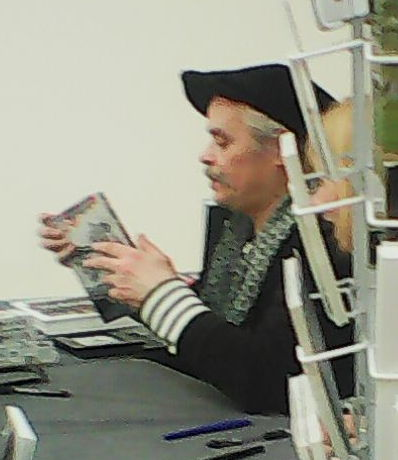
Philippe Vuillemin (2018)

Philippe Vuillemin (* 8. September 1958 in Marseille) ist ein französischer Comiczeichner.

## Leben
Philippe Vuillemin veröffentlichte in den 1970er Jahren Kurzgeschichten in den Magazinen L’Écho des Savanes, Hara-Kiri und Charlie Mensuel. Mit Jackie Berroyer schuf er 1984 Raoul Teigneux contre les Druzes. Zu dieser Zeit war er Mitglied der Popgruppe Dennis’ Twist.
Hitler = SS entstand gemeinsam mit Jean-Marie Gourio und erschien 1988. Der aufklärerische Ansatz des Comics wurde unter dem dargebotenen Zynismus und bitterem Spott nicht erkannt. Der Comic wurde nach seinem Erscheinen von der Organisation Ligue Internationale Contre le Racisme et l’Antisémitisme und anderen angegriffen und schließlich von dem damaligen Innenminister Charles Pasqua verboten. Ole Frahm erläutert in einem Artikel bei FR-online.de, dass in dem Comic, dessen spanische Ausgabe 1992 ebenfalls konfisziert und verboten wurde, „nicht die Opfer des Holocaust verhöhnt werden, sondern – ganz in der Tradition der underground comix – jede gutmenschliche (Erinnerungs-) Politik“. 1989 illustrierte er Les Versets Sataniques de l’Evangile von Georges Bernier (Le Professeur Choron).
Philippe Vuillemins Zeichenstil unterstreicht seine Inhalte. Sein Strich, den er in Anspielung an Hergés „ligne claire“ ironisch „ligne crade“ („schmutzige Linie“) nennt, ist unruhig und wird teilweise sehr dick eingesetzt. Er scheut sich nicht, Tabus zu verletzen und zu provozieren und greift dazu auf eingefahrene Klischees zurück, indem er zum Beispiel Juden mit großer Nase und dicker Lippe darstellt.
Zwei Sammelbände seiner Kurzgeschichten erschienen 1992 und 1993 im Carlsen Verlag in deutscher Sprache.
1995 erhielt er den Grand Prix de la Ville d’Angoulême auf dem Internationalen Comicfestival in Angoulême.